# Jean-Jacques Rousseau
Jean-Jacques Rousseau (UK: /ˈruːsoʊ/, US: /ruːˈsoʊ/; tiếng Pháp: [ʒɑ̃ʒak ʁuso]; tiếng Việt: Giăng Giắc Rút-xô,28 tháng 6 năm 1712 – 2 tháng 7 năm 1778), sinh tại Geneva, là một nhà triết học thuộc trào lưu Khai sáng có ảnh hưởng lớn tới Cách mạng Pháp 1789, sự phát triển của lý thuyết xã hội, và sự phát triển của chủ nghĩa dân tộc. Rousseau cũng có nhiều đóng góp cho âm nhạc cả trên phương diện lý luận và sáng tác. Ông cũng là người sáng tạo nên cách viết tiểu sử kiểu hiện đại với trọng tâm được đặt vào tính chủ thể. Ông cũng viết tiểu thuyết và đóng góp quan trọng cho trào lưu lãng mạn trong văn học.
Tiểu thuyết của Rousseau Émile hay là về giáo dục là một tuyệt tác nói về nền giáo dục công dân. Tiểu thuyết tình cảm Julie hay nàng Héloïse mới của ông có ý nghĩa rất quan trọng trong sự phát triển của văn học tiền lãng mạn và văn học lãng mạn. Các tác phẩm tự truyện của Rousseau - Những lời bộc bạch, đã mở đầu phong trào viết hồi ký hiện đại, và tác phẩm Les Rêveries du promeneur solitaire đã mở ra một phong trào vào cuối thế kỷ 18 được biết đến như là Thời đại nhạy cảm, với việc tập trung cao độ vào tính khách quan và cái nhìn hướng nội mà sau này đã trở thành một đặc trưng trong các tác phẩm văn học hiện đại sau này. Tác phẩm Bàn về sự bất bình đẳng và Các quan hệ xã hội là những tác phẩm kinh điển về tư duy chính trị và tư duy xã hội hiện đại.
Trong suốt thời gian của cuộc cách mạng Pháp, Rousseau là triết gia nổi tiếng nhất trong số những thành viên của câu lạc bộ Jacobin. Rousseau đã được an táng như một người anh hùng dân tộc ở điện Panthéon tại Paris năm 1794, 16 năm sau khi mất.

## Tiểu sử

### Tuổi trẻ
Rousseau sinh ra ở Geneve, lúc đó là một thành phố kiêm quốc gia và là một thành phần của Liên minh Tin lành trong liên bang Thụy Sĩ. Kể từ năm 1536, Geneva đã là quốc gia Huguenot và là cội nguồn của thần học Calvin. Năm thế hệ trước của Rousseau là ông cố Didier, một người bán sách có thể đã xuất bản các tác phẩm Kháng Cách, để tránh bị Công giáo Pháp truy tố, đã chạy trốn tới Geneve vào năm 1549, tại đó ông đã trở thành một thương gia buôn rượu vang.
Rousseau rất tự hào rằng cả gia đình của ông đã từng là gia đình trung lưu, có quyền bầu cử trong Geneva. Suốt cuộc đời, ông thường ký vào sách của mình những dòng chữ "Jean-Jacques Rousseau, công dân Geneva".
Geneve, trên lý thuyết, được quản lý một cách dân chủ nhờ những "công dân" nam giới có quyền biểu quyết. Những công dân này là một thiểu số dân số khi so sánh với những người nhập cư. Họ được nhắc đến như là những "cư dân", dòng dõi của họ được gọi là "người địa phương" và vẫn không có quyền bầu cử. Thực tế, cả thành phố Geneva lúc đó được cai trị bởi một hiệp hội của vài gia đình giàu có với tên "Hội đồng Hai Trăm". Những gia đình này trao quyền cho một nhóm 25 thành viên quản trị lấy từ những gia đình trên, với tên là "Tiểu Hội đồng".
Có nhiều tranh luận chính trị trong Geneva bao gồm cả những thương nhân. Nhiều cuộc thảo luận đã tranh luận về tính hợp pháp của quyền lực những Hội đồng trên có được, nội dung tranh luận thường bị giới cầm quyền chế giễu. Trong năm 1707, một người cải cách dân chủ tên Pierre Fatio phản ứng, nói rằng "một quyền lực tối cao mà không có hành động tương xứng thì chỉ là một ảo tưởng". Fatio sau đó bị bắn theo lệnh của Tiểu Hội đồng. Cha của Jean-Jacques Rousseau, Isaac, lúc đó không có mặt trong thành phố, nhưng ông nội của Rousseau đã ủng hộ Fatio và đã phải trả giá.

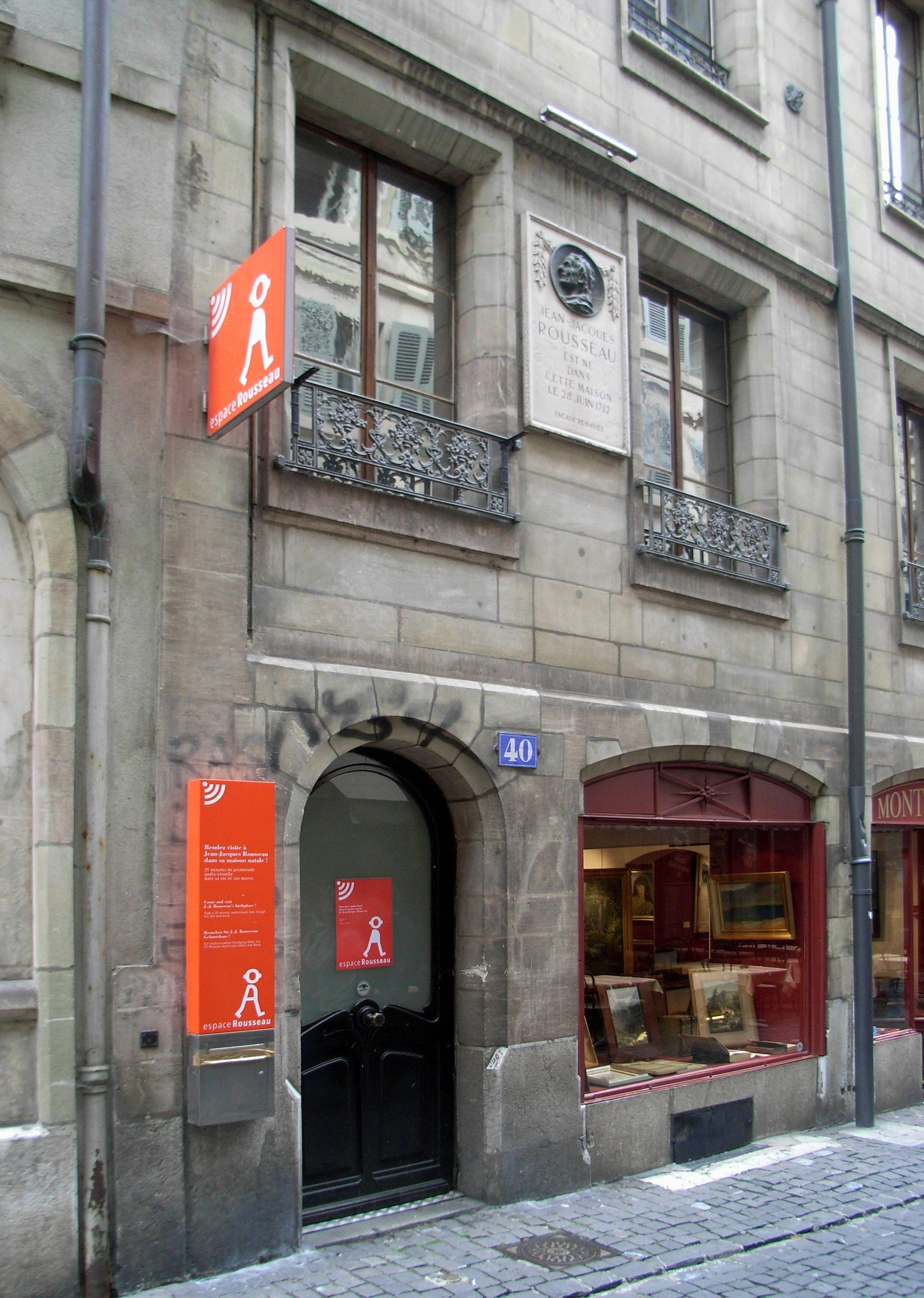
Ngôi nhà nơi Rousseau được sinh ra - số 40, Grand Rue.

Mua bán đồng hồ đã trở thành một truyền thống gia đình khi cha của Rousseau - ông Isaac đến Geneva. Isaac tiếp quản doanh nghiệp của ông và cha mình, ngoại trừ một thời gian rẽ ngang ngắn ngủi với công việc làm vũ sư.Isaac mặc dù không nổi tiếng trong giới nghệ sĩ, nhưng ông đã được dạy dỗ chu đáo và là một người yêu âm nhạc. "Với tư cách là một thợ sửa đồng hồ ở Geneva", Rousseau đã viết, "tôi là một người đàn ông có thể được giới thiệu ở bất cứ đâu, một thợ sửa đồng hồ tại Paris thì chỉ thích hợp để nói chuyện về đồng hồ". Trong năm 1699, Isaac đã dính vào bê bối chính trị khi cãi cọ với một sĩ quan người Anh, người sau đó đã tuốt kiếm ra dọa ông. Sau khi các quan chức địa phương tới nơi, Isaac đã bị trừng phạt, vì Geneva đặc biệt quan tâm và gìn giữ các liên hệ của thành phố với sức mạnh nước ngoài.
Mẹ của Rousseau, Suzanne Bernard Rousseau, là một người phụ nữ xuất thân từ tầng lớp quý tộc. Bà được ông chú Samuel Bernard, một giáo sĩ Calvin nuôi dưỡng. Ông chú Bernard này chăm sóc Suzanne sau khi cha cô -Jacques (người đã gặp rắc rối với pháp luật và các quan chức tôn giáo vì đã gian dâm và có một tình nhân) chết sớm khi mới ngoài 30 tuổi. Trong năm 1695, Suzanne đã phải đối diện những lời buộc tội bà đã đến một nhà hát dưới ngụy trang như một phụ nữ nông dân để bà có thể ngắm nhìn M. Vincent Sarrasin, người mà bà thích mặc dù anh ta đã có gia đình. Sau phiên tòa, bà đã bị cấm không bao giờ được lại gần ông ta nữa. Bà đã kết hôn với cha của Rousseau ở tuổi 31. Em gái của Isaac đã kết hôn với anh trai của Suzanne tám năm trước đó, sau khi cô ấy có thai và họ đã bị Hội đồng thành phố trừng phạt. Đứa bé đã chết ngày sau khi sinh. Sau này, Rousseau khi còn là một cậu bé đã được người lớn trong nhà kể một câu chuyện cổ tích về hai cuộc hôn nhân trên— một câu chuyện về tình yêu tuổi trẻ đã bị hai gia tộc từ chối nhưng tình yêu đã chiến thắng nhờ lòng trung thành và kết cuộc là hai cuộc hôn nhân kết hợp hai gia tộc Rousseau được tổ chức trong cùng một ngày. Rousseau không bao giờ biết được được sự thật là hoàn toàn khác hẳn.
Rouseau rời Geneva năm 1728 sau nhiều năm học việc nghề thư ký và tới thủ đô Paris năm 1742. Là thư ký cho Đại sứ Pháp tại Venezia từ 1743-1744. Sau đó ông về Pháp và có năm con với Thérèse Levasseur nhưng ông đều bỏ cho trại trẻ mồ côi nuôi. Trong thời gian này ông làm bạn với Diderot và có đóng góp cho tập Bách khoa thư với các bài về âm nhạc và quan trọng nhất là bài về kinh tế chính trị viết năm 1755.
Năm 1754, Rousseau quay về Geneva và bắt đầu cho ra đời tác phẩm Đối thoại về Nguồn gốc và Cơ sở của Sự Bất bình đẳng của Con người năm 1755. Do viết nhiều tiểu thuyết đả kích tôn giáo, ông buộc phải rời sang Bern và Mộtiers (Thụy Sĩ), nơi ông viết Đề án Hiến pháp cho đảo Corse và tiếp tục phải tị nạn với nhà triết học David Hume tại Anh Quốc. Ông về Pháp năm 1767 và cưới Thérèse năm 1768, đến 1770 ông trở về thủ đô Paris. Ông tiếp tục viết nhưng các tác phẩm chỉ được xuất bản sau khi ông qua đời vì xuất huyết não vào ngày 2 tháng 7 năm 1778.

## Triết học

### Tự nhiên và xã hội
Rousseau nhận thấy có sự phân chia về bản chất giữa xã hội và bản chất tự nhiên của con người. Ông cho rằng loài người là tốt về bản chất nếu sống ở trạng thái tự nhiên và rằng con người bị tha hóa bởi chính xã hội. Ông cho xã hội là nhân tạo và sự phát triển phụ thuộc lẫn nhau trong xã hội là cản trở đối với chất lượng cuộc sống của loài người.
Trong "Đối thoại giữa Khoa học và Nghệ thuật", Rousseau tranh luận rằng cả khoa học và nghệ thuật đều không bổ ích cho con người. Tiếp theo, trong Bàn về Bất bình đẳng, ông tiếp tục theo vết tiến trình tha hóa của loài người từ trạng thái tự nhiên nguyên thủy lên xã hội hiện đại. Khi loài người buộc phải gắn kết với nhau chặt chẽ hơn, cũng là khi loài người trải qua quá trình ngày càng phụ thuộc lẫn nhau do phân chia lao động và dẫn đến bất bình đẳng, và do vậy cần phải có khế ước xã hội..

### Học thuyết chính trị

#### Khế ước Xã hội
Khế ước xã hội là tác phẩm phác họa trật tự chính trị hợp lý của ông. Xuất bản năm 1762, tác phẩm đã có nhiều ảnh hưởng tới triết học phương Tây. Rousseau cho rằng trạng thái tự nhiên bị tha hóa trở thành một tình trạng dã man không còn luật pháp hay đạo đức, nên loài người cần một thể chế để tồn tại, vì bên cạnh sự cạnh tranh lẫn nhau, loài người cũng phụ thuộc vào nhau. Theo Rousseau, bằng cách sát cánh bên nhau thông qua một khế ước xã hội và từ bỏ các quyền tự nhiên, cá nhân sẽ giải thoát cả hai áp lực nói trên, tức là vẫn tồn tại và vẫn tự do. Bởi vì khi đã trao quyền lực cho những người đại diện cho nguyện vọng và ý chí chung của quảng đại quần chúng, thì chính điều này đảm bảo cho cá nhân khỏi bị lệ thuộc vào ý chí của các cá nhân khác.
Mặc dù ông cho rằng chủ quyền phải thuộc về nhân dân, nhưng ông lại phân biệt chủ quyền và chính quyền. Chính quyền là người thực hiện chủ quyền, tức ý chí và nguyện vọng chung của quảng đại quần chúng. Tuy chính quyền chỉ là một phần nhỏ trong dân chúng, nhưng lại là những người nắm vững pháp luật nhất, họ chính là các quan tòa - những người áp đặt việc thực thi ý chí nguyện vọng chung của dân chúng. Ông cho rằng luật pháp phải do dân chúng trực tiếp lập ra, thay vì được lập ra thông qua các cơ quan đại diện.

### Giáo dục
Quan điểm giáo dục của Rousseau được thể hiện qua cuốn tiểu thuyết Emile (Ê-min). Trong đó Emile trải qua giai đoạn giáo dục đầu tiên đến năm 12 tuổi, giáo dục giai đoạn này về bản chất là hoàn toàn tự nhiên. Giai đoạn hai từ 12 đến 16 là giai đoạn lý tính bắt đầu phát triển. Và giai đoạn cuối cùng là từ 15 tuổi trở đi để đứa trẻ tiếp tục phát triển thành người lớn. Ông cho rằng mục đích của giáo dục là học cách sống và điều này có thể đạt được khi có người bảo trợ chỉ dẫn con đường đi để có cuộc sống tốt đẹp.
Tuy nhiên, quan điểm của Rousseau cho giáo dục trẻ em nữ lại không như vậy. Sophie, người yêu của Emile, được giáo dục để tuân theo sự chỉ bảo của chồng, trong khi Emile được giáo dục để tự quyết định lấy cuộc sống của mình.

### Tôn giáo
Từng cải sang Công giáo Rôma lúc còn trẻ rồi quay trở lại với nền giáo thuyết Calvin khổ hạnh của cố hương Geneva như một phần trong giai đoạn cải cách luân lý của mình, Rousseau - xuyên suốt quãng đời còn lại - duy trì việc tuyên tín triết lý tôn giáo đó và coi John Calvin là một nhà lập pháp hiện đại. Tuy vậy, các quan điểm về tôn giáo được trình bày trong các tác phẩm triết học của ông có thể khiến một số người ấn tượng rằng chúng đối nghịch với giáo lý của cả Công giáo và chủ thuyết Calvin.
Tuy nhiên, vào thời đó, sự tán thành khoan dung tôn giáo mạnh mẽ của Rousseau, như được thể hiện qua vị mục sư xứ Savoyard trong cuốn Émile, đã bị suy diễn là ủng hộ cho chủ nghĩa lãnh đạm - một lạc thuyết, dẫn đến việc sách của ông bị lên án ở cả Geneva theo Calvin thuyết và Paris theo Công giáo. Việc ông khẳng định trong Khế ước xã hội rằng các môn đệ đích thực của Đức Giêsu sẽ không là những công dân tốt có thể là lý do khác cho việc lên án ông ở Geneva.
Không giống với các triết gia Khai sáng triệt để khác, Rousseau khẳng định sự cần thiết của tôn giáo. Nhưng ông bác bỏ giáo lý về tội nguyên tổ, điều đóng vai trò quan trọng trong chủ thuyết Calvin (trong Émile, Rousseau viết "không có sự lầm lạc nguyên thủy trong trái tim con người").
Vào thế kỷ 18, nhiều nhà thần giáo tự nhiên coi Thiên Chúa chỉ thuần túy là một đấng tác tạo vũ trụ trừu tượng và phi vị cách, mà họ xem giống như một cỗ máy khổng lồ. Thần giáo tự nhiên của Rousseau khác biệt với kiểu thông thường trong tính xúc cảm nồng nhiệt của nó. Ông nhận thấy sự hiện diện của Thiên Chúa qua tạo vật của ngài, bao gồm loài người - mà tách khỏi ảnh hưởng gây hại của xã hội - thì tốt đẹp, bởi vì Thiên Chúa thì tốt lành. Việc Rousseau gắn kết một giá trị tinh thần cho vẻ đẹp của tự nhiên đã thúc đẩy thái độ của chủ nghĩa lãng mạn thế kỷ 19 hướng về tự nhiên và tôn giáo.
Rousseau thấy phiền não rằng quan điểm thần giáo tự nhiên của mình bị lên án quá mạnh, trong khi những người trong nhóm philosophes vô thần hơn thì lại được lờ đi. Ông tự biện hộ trước những người chỉ trích quan điểm tôn giáo của ông trong "Thư gửi Christophe de Beaumont, Tổng giám mục Paris, trong đó ông khẳng định rằng tự do thảo luận về các vấn đề tôn giáo về bản chất thì có tính tôn giáo hơn so với nỗ lực áp đặt niềm tin bằng vũ lực."

## Ảnh hưởng
Rousseau có ảnh hưởng lớn đến cuộc Cách mạng Pháp, mặc dù ý tưởng chủ quyền thuộc về toàn thể nhân dân được thực hiện qua hình thức đại diện thay vì trực tiếp. Ông cũng là người sớm đặt câu hỏi liệu ý chí nguyện vọng của đa số liệu có phải lúc nào cũng đúng và mục tiêu của chính quyền theo ông là phải đảm bảo tự do, bình đẳng và công bằng cho tất cả cho dù có phải là ý chí của đa số hay không. So với các nhà khai sáng đương thời như Voltaire và Montesquieu, tư tưởng chính trị của Rousseau cấp tiến hơn.
Ông cũng cho rằng nguyên tắc cơ bản của triết học chính trị là chính trị và đạo đức không được tách rời. Khi nhà nước không thực hiện đúng theo giá trị đạo đức thì cũng không thể thực hiện đúng các chức năng của mình và cũng không thể có quyền lực đối với một cá nhân được nữa. Nguyên tắc quan trọng thứ hai là tự do mà nhà nước được lập ra để gìn giữ.
Quan niệm về giáo dục của Rousseau mà trong đó đối tượng của giáo dục chính là những đứa trẻ mạnh khỏe cả về thể chất và tinh thần, cũng như việc ông không xem trọng sự cần thiết của giáo dục qua sách vở, cũng như việc ông nhấn mạnh sự cần thiết phải giáo dục cảm xúc cho trẻ em trước khi giáo dục lý tính đã là tiền đề cho lý thuyết giáo dục hiện đại đặt trẻ em làm trung tâm.
Các tác phẩm của Rousseau đều thể hiện rằng thiên nhiên giúp con người hình thành nên bản chất của mình, giúp con người thống nhất để vượt qua sự tù đày và giam cầm của xã hội. Chính vì vậy, ông khẳng định sự cần thiết của việc con người về với tự nhiên, sự cần thiết đặt con người ở nơi nằm ngoài những ràng buộc của xã hội và những định kiến của văn minh. Và như vậy, ý tưởng của ông chính là Chủ nghĩa Lãng mạn, mặc dầu chính bản thân ông xem mình là người của phong trào Khai sáng.

## Tác phẩm chính
- Dissertation sur la musique moderne, 1736
- Discourse on the Arts and Sciences (Discours sur les sciences et les arts), 1750
- Narcissus, or The Self-Admirer: A Comedy, 1752
- Le Devin du Village: an opera, 1752, scorePDF (21.7 MB)
- Discourse on the Origin and Basis of Inequality Among Men (Discours sur l'origine et les fondements de l'inégalité parmi les hommes), 1754
- Discourse on Political Economy, 1755
- Letter to M. D'Alembert on Spectacles, 1758 (Lettre à d'Alembert sur les spectacles)
- Julie hay nàng Heloise mới (Julie, ou la nouvelle Héloïse), 1761
- Émile hay là về giáo dục (Émile ou de l'éducation), 1762
- The Creed of a Savoyard Priest, 1762 (in Émile)
- Bàn về khế ước xã hội (Du contrat social), 1762
- Four Letters to M. de Malesherbes, 1762
- Pygmalion: a Lyric Scene, 1762
- Letters Written from the Mountain, 1764 (Lettres de la montagne)
- Những lời bộc bạch (Les Confessions), 1770, published 1782
- Constitutional Project for Corsica, 1772
- Considerations on the Government of Poland, 1772
- Essay on the Origin of Languages, phát hành 1781 (Essai sur l'origine des langues)
- Reveries of a Solitary Walker, chưa hoàn thành, phát hành 1782 (Rêveries du promeneur solitaire)
- Dialogues: Rousseau Judge of Jean-Jacques, phát hành 1782

## Tác phẩm được dịch sang tiếng Việt
- J.-J. Rousseau, Émile hay là về giáo dục, Lê Hồng Sâm và Trần Quốc Dương dịch, Bùi Văn Nam Sơn giới thiệu, Nhà xuất bản Tri thức (2008).
- J.-J. Rousseau, Những lời bộc bạch, Nhà xuất bản Tri thức (2012), Lê Hồng Sâm dịch.
- J.-J. Rousseau, Khế ước Xã hội, Dương Văn Hóa dịch, Alphabooks và Nhà xuất bản Thế giới (2013).
- J.-J. Rousseau, Julie hay nàng Héloïse mới, Hướng Minh dịch, Nhã Nam và Nhà xuất bản Văn học (2020).